# Johann Matthäus van den Branden

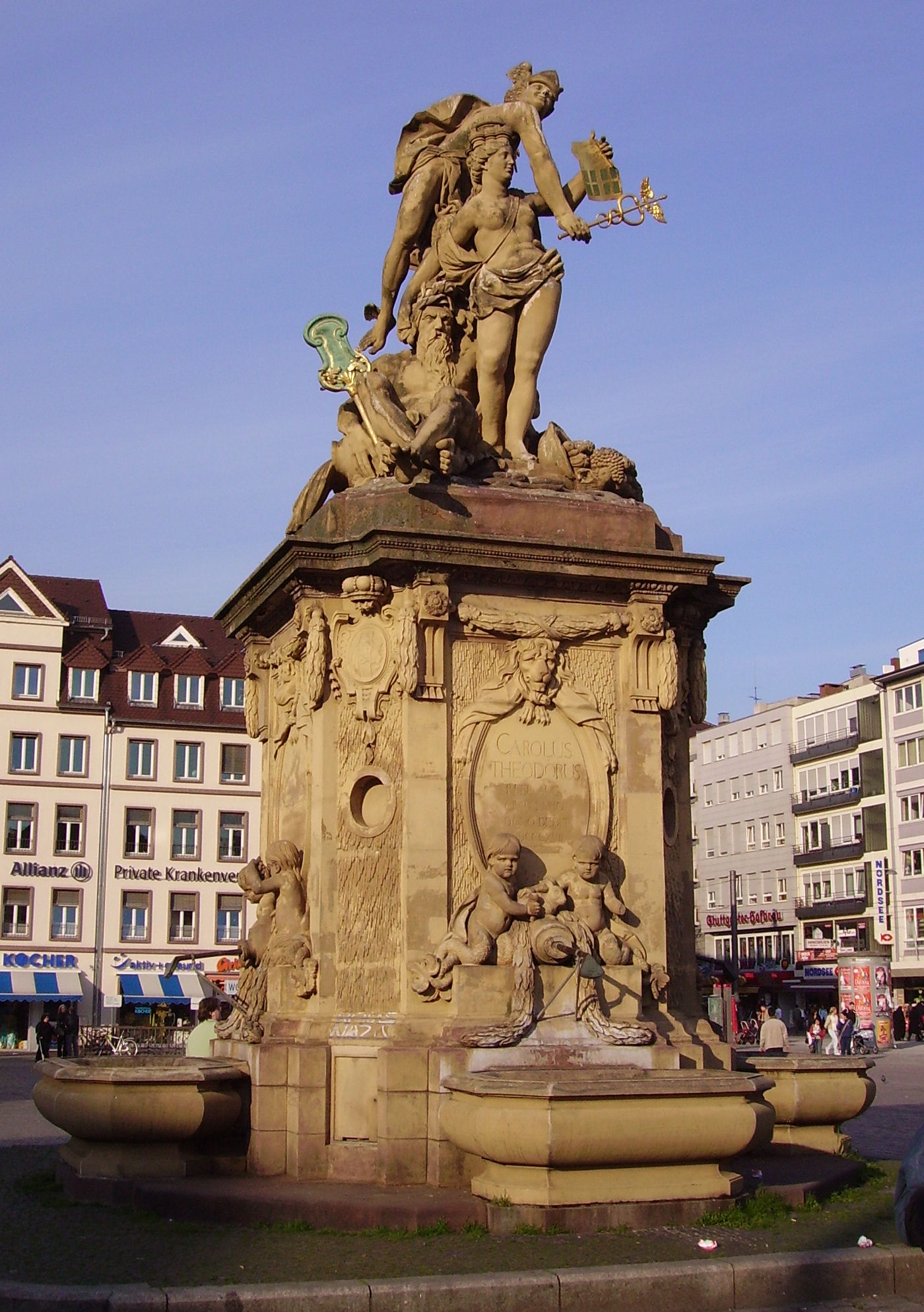
Marktplatzbrunnen

Johann Matthäus van den Branden (* 1716 in Heidelberg; † 1788 in Mannheim) war Hofbildhauer und Hofstuckateur in der Kurpfalz.
Er war der Sohn von Peter van den Branden und arbeitete das von seinem Vater für Heidelberg geschaffene Denkmal um, das Kurfürst Carl Theodor der Stadt Mannheim schenkte, und erstellte den Sockel. Statt der vier Elemente zeigt das auf dem Mannheimer Marktplatz aufgestellte Monument nun die Stadtgöttin Mannheimia, den Gott des Handels Merkur sowie die Flussgötter Neckar und Rhein.
Für das Nationaltheater Mannheim fertigte van den Branden das Relief und die Urnen und Figuren auf den drei Balkonen. Für die Orangerie des Schwetzinger Schlosses schuf er mehrere Vasen.
Holzschnitzarbeiten tätigte van den Branden im Mannheimer Schloss (Bibliothek und Malereikabinett), in der St.-Sebastian-Kirche (kurfürstliches Oratorium), in der Kapuzinerkirche (die Figuren des Hochaltars befinden sich heute in der katholischen Pfarrkirche St. Afra, Neckargerach) und in der Jesuitenkirche (u. a. Beichtstühle und Kanzeldeckel). Er schuf auch das Epitaph von Josepha von Heydeck, der Geliebten von Kurfürst Karl Theodor, in der Kapelle von Burg Zwingenberg.
Im Auftrag von Joseph Fontanesi entstand durch ihn 1779, für die Stadt Frankenthal (Pfalz), eine St. Josephsstatue. Sie steht heute im Vorraum der dortigen Kirche St. Ludwig.
Die Stadt Mannheim benannte 1993 eine Straße nach ihm.